# August Nilsson (idrottsman)
August Nilsson, född 15 oktober 1872 i Trollenäs församling, Malmöhus län, död 23 maj 1921 i Svea ingenjörkårs församling, Stockholms stad, var en svensk idrottsman. Han deltog i de olympiska sommarspelen 1900 i Paris i grenarna kulstötning och stavhopp. I den sistnämnda grenen kom han på åttonde plats, med resultatet 2,60 meter.
August Nilsson var med i det kombinationslag som vann guld i dragkamp.